# ایران کمپرس
ایران کمپرس یا گروه صنعتی ایران کمپرس، شرکت صنایع سنگین ایرانی است، که در زمینه تولید انواع کامیون، کمپرسی، ماشین‌آلات سنگین و ماشین‌آلات هیدرولیک فعالیت می‌کند. شرکت ایران کمپرس در سال ۱۹۶۵ توسط مرحوم حسین علی شاهرودی تأسیس شد. دفتر مرکزی این شرکت در شهر تهران قرار دارد.